# Bachia bicolor
Espèce
Synonymes
- Heteroclonium bicolor Cope, 1896

Bachia bicolor est une espèce de sauriens de la famille des Gymnophthalmidae.

## Répartition
Cette espèce se rencontre dans le département de Cundinamarca en Colombie et dans l'Ouest du Venezuela.

## Publication originale
- Cope, 1896 : On the hemipenes of the Sauria. Proceedings of the Academy of Natural Sciences of Philadelphia, vol. 48, p. 461-467 (texte intégral).